# Lac Courtois (Jamésie)
Pour les articles homonymes, voir Courtois.
Ne doit pas être confondu avec Lac Courtois (Le Fjord-du-Saguenay).
Le lac Courtois est un lac d'eau douce qui se situe dans la ville de Chibougamau, dans la région administrative du Nord-du-Québec, au Québec, Canada.

## Géographie
Situé en milieu forestier, le lac Courtois épouse la forme d'un chien Schnauzer courant vers l'ouest. L'embouchure du lac est situé dans la partie ouest. Sa décharge coule vers le nord-ouest en traversant deux petits lacs sauvages, ainsi que le lac Lepage. Le courant se déverse par le sud de ce dernier lac, pour couler vers le sud-ouest en traversant les lacs Lami, Lévesque et Michaud. Le courant se déverse dans la baie des Rapides dans la partie nord du lac Chibougamau, dans la ville de Chibougamau.